# Jungang-dong, Daejeon
Jungang-dong (koreanska: 중앙동) är en stadsdel i staden Daejeon i  den centrala delen av Sydkorea, 140 km söder om huvudstaden Seoul. Den ligger i stadsdistriktet Dong-gu.
I stadsdelen ligger Daejeons järnvägsstation och tunnelbanestationen Daejeon.